# Ульвівок
Ульвівок — село в Україні, в Шептицькому районі Львівської області. Населення становить 554 осіб.

## Історія
На подвір'ї Саламанчуків у центрі населеного пункту 1890 року селяни натрапили на кам'яну гробницю культури кулястих амфор.
Поселення культури шнурової кераміки зафіксували археологи у урочищі За гумном. Там же відбулися наукові дослідження, знайдено ще й ґрунтові могили лужицької й поморської культур.
Біля сільської ферми, на мисі лівого берега річки Західний Буг було поселення скіфського періоду.

## Сучасність

### «Корейська» свиноферма
Місцевий селянин Тарас Бельзецький влаштував неподалік від села власну свиноферму, на якій займається розведенням для продажу чорних свиней корейської породи. Першу пару тварин пан Бельзецький придбав 2008 року. Згодом їх кількість збільшилась і вже 2011-го фермер мав 14 поросят. Своїх свиней пан Бельзецький випасає на полі поруч із селом.

## Відомі люди
У селі народилися:
- Лобай Данило (1890—1966) — український публіцист, редактор, громадсько-політичний діяч.